# Sośno (gmina)
Sośno est une gmina rurale du powiat de Sępólno, Couïavie-Poméranie, dans le centre-nord de la Pologne. Son siège est le village de Sośno, qui se situe environ 13 km au sud-est de Sępólno Krajeńskie et 37 km au nord-ouest de Bydgoszcz.
La gmina couvre une superficie de 162,76 km2 pour une population de 5 095 habitants.

## Géographie
La gmina inclut les villages de Borówki, Ciosek, Dębiny, Dębowiec, Dziedno, Jaszkowo, Leśniewice, Mierucin, Obodowo, Ostrówek, Płosków, Przepałkowo, Rogalin, Roztoki, Sitno, Skoraczewiec, Skoraczewko, Skoraczewo, Sośno, Świdwie, Szynwałd, Tonin, Toninek, Tuszkowo, Wąwelno, Wielowicz, Wielowiczek et Zielonka.
La gmina borde les gminy de Gostycyn, Koronowo, Mrocza, Sępólno Krajeńskie, Sicienko et Więcbork.